# Goyo Vergel
Gregorio Vergel Serrano, conocido como Goyo (Madrid, España, 26 de octubre de 1930 - Valencia, España,  25 de octubre de 1987) fue un futbolista español. Desarrolló la mayor parte de su carrera profesional en el Valencia CF.

## Trayectoria
Goyo Vergel debutó en Primera División la temporada 1953-54, en las filas del Club Atlético Osasuna. Esa campaña disputó siete partidos en la máxima categoría, siendo su estreno el 13 de septiembre de 1953, en una derrota por 2-0 ante el Real Madrid. La temporada terminó con el descenso del club de Pamplona a Segunda División y Goyo pasó a defender la meta del Cádiz CF, que también militaba en la categoría de plata.
La temporada 1956/57 el Valencia CF le dio la oportunidad de regresar a Primera División. Goyo rápidamente desplazó a Antonio Timor y, durante tres temporadas, fue el arquero titular del club valenciano, destacando su actuación en la temporada 1957-58, en la que terminó como portero menos goleado de la Primera División, lo que le fue reconocido con posteriodad por el Diario Marca con el Trofeo Zamora.
A partir de 1959 se vio relegado al banquillo por José Manuel Pesudo. El fichaje de éste por el FC Barcelona, la temporada 1961-62, parecía abrirle de nuevo la puertas de la titularidad, aunque tuvo que pelear su puesto con José Ginesta en el arranque de temporada. El fichaje de Ricardo Zamora, hijo, le llevó a aceptar la baja al final de la temporada, sin poder defender la portería valencianista en la final de la Copa de Ferias de 1962, que supuso el primer título europeo en la historia del club.

## Clubes
| Club            | País   | Año       |
| --------------- | ------ | --------- |
| CD Numancia     | España | 1947-1948 |
| CA Osasuna      | España | 1948-1954 |
| Atlético Tetuán | España | 1954-1955 |
| Cádiz CF        | España | 1955-1956 |
| Valencia CF     | España | 1956-1962 |
| CD Castellón    | España | 1962-1963 |

## Palmarés

### Campeonatos internacionales
| Título         | Club        | País   | Año  |
| -------------- | ----------- | ------ | ---- |
| Copa de Ferias | Valencia CF | España | 1962 |

### Distinciones individuales
| Distinción    | Año  |
| ------------- | ---- |
| Trofeo Zamora | 1958 |